# ستيف ميلر
ستيف ميلر (بالإنجليزية: Steve Miller)‏ هو سياسي أمريكي، ولد في 1940.